# Shoctic
Shoctic är en ort i Mexiko.   Den ligger i kommunen Tila och delstaten Chiapas, i den sydöstra delen av landet, 700 km öster om huvudstaden Mexico City. Shoctic ligger 667 meter över havet och antalet invånare är 1 717.
Terrängen runt Shoctic är bergig åt sydväst, men åt nordost är den kuperad. Shoctic ligger nere i en dal. Runt Shoctic är det ganska tätbefolkat, med 60 invånare per kvadratkilometer. Närmaste större samhälle är Chilón, 7,6 km öster om Shoctic. I omgivningarna runt Shoctic växer i huvudsak städsegrön lövskog.